# Marcellin Boule
Pierre Marcellin Boule, född 1 januari 1861 i Montsalvy, död 4 juli 1942, var en fransk paleontolog.
Boule var professor i paleontologi vid Muséum national d'histoire naturelle i Jardin des plantes. Han är framförallt känd för sitt fynd av ett fullständigt skelett av en neanderthalmänniska i Chapelle-aux-Saints, vilket han beskrev i en studie från 1908. Han skrev även en rad andra högt skattade stratigrafiska och paleontologiska arbeten. Han tilldelades Wollastonmedaljen 1933.